# Красуня на драйві
Красуня на драйві (англ. Jolt) — американський бойовик 2021 року. Режисер Таня Векслер; сценарист Луїс Веймауф. Продюсери Девід Бернарді та Шерріл Кларк. Світова прем'єра відбулася 29 липня 2021 року; тоді ж — в Україні.

## Зміст
Тендітна красуня Лінді працює вишибайлою, однак часті спалахи гніву і люті позбавляють її самоконтролю. Щоб впоратися з роздратуванням, Лінді носить незвичайний винахід — жилет, який посилає їй удари струмом, якщо рівень її гніву перевищує певну відмітку.
Однак коли її коханого вбиває невідомий, Лінді відмовляється від самоконтролю та мстить за його смерть.

## Знімались
| Актор              | Роль            |
| ------------------ | --------------- |
| Кейт Бекінсейл     | Лінді           |
| Джай Кортні        | Джастін         |
| Стенлі Туччі       | Манчін          |
| Боббі Каннавале    | Вікарс          |
| Лаверн Кокс        | детектив Невін  |
| Константін Грегорі | Кертіс          |
| Орі Пфеффер        | Делакруа        |
| Девід Бредлі       | Гарет Файзел    |
| Сьюзен Серендон    | жінка без імені |